# Cerniera (meccanica)

Il vincolo della cerniera impedisce le traslazioni R_{1} e R_{2}

Una cerniera in meccanica è un vincolo che permette all'oggetto vincolato soltanto rotazioni, eliminando ogni possibile traslazione del corpo.
La cerniera collega due oggetti solidi, normalmente consentendo solo un limitato angolo di rotazione tra gli stessi. Due oggetti collegati da una cerniera ideale ruotano l'uno rispetto all'altro attorno a un asse fisso di rotazione (l'asse geometrico della cerniera).
Le cerniere possono essere realizzate in materiale flessibile o con componenti rigidi ma mobili. Strutture simili a cerniere vengono impiegate in molti tipi di ponti mobili, come ad esempio i ponti levatoi.
In biologia molte articolazioni funzionano come cerniere.

## Esempi di cerniere

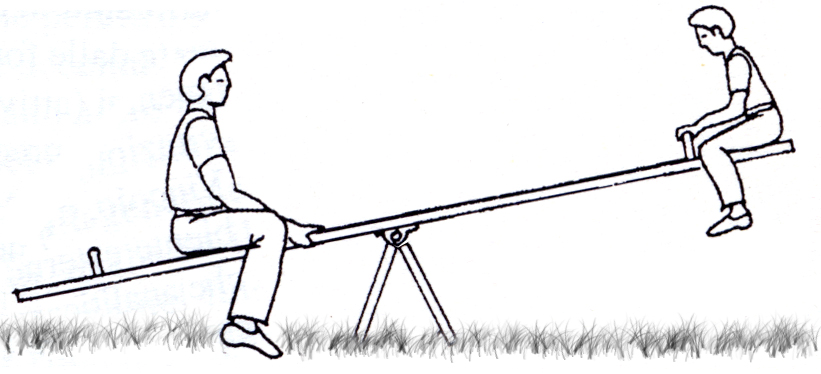
Cerniera di un dondolo
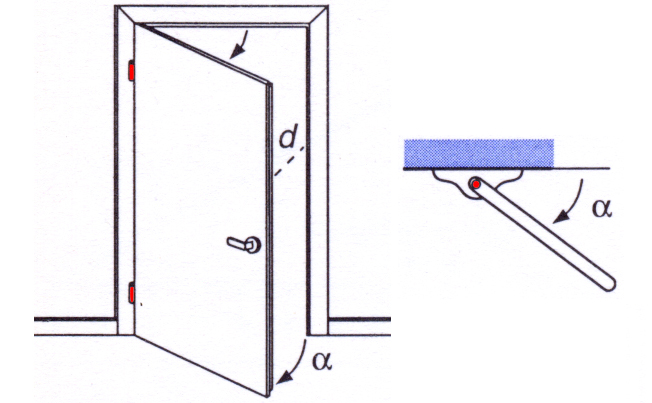
Cerniera di una porta

## Cerniera plastica
Quando nella sezione più sollecitata di una membratura inflessa si è raggiunto il momento meccanico massimo, all'ulteriore crescere del carico in corrispondenza del concio infinitesimo preso a cavallo della sezione, si verifica una rotazione relativa tra le sue facce senza incremento di momento meccanico, come avviene nelle cerniere reali. In questo caso si parla di cerniera plastica.
A differenza però della cerniera reale, che consente rotazioni relative in entrambi i versi, la cerniera plastica permette solo la rotazione in un verso (quello indotto dai carichi agenti), poiché in fase di scarico della trave, che comporterebbe una inversione di rotazione, il materiale riacquista il suo comportamento elastico e la sezione si comporta nuovamente in maniera monolitica. 
Questo tipo di comportamento è desunto dallo studio del diagramma momento-curvatura di una sezione di acciaio inflessa che normalmente viene schematizzato con una bilatera, cioè ipotizzando un tratto iniziale elastico ed uno perfettamente plastico.